# Saint-Mard (Seine-et-Marne)
Saint-Mard ist eine französische Gemeinde mit 3853 Einwohnern (Stand 1. Januar 2022) im Département Seine-et-Marne in der Region Île-de-France. Sie gehört zum Arrondissement Meaux und zum Kanton Mitry-Mory.
Die Einwohner werden Mardochiens genannt.

## Geographie
Saint-Mard liegt etwa 45 Kilometer nördlich von Paris.
Durch die Gemeinde führt die Route nationale 2.

### Nachbargemeinden
Umgeben ist Saint-Mard von den Gemeinden Dammartin-en-Goële im Norden, Rouvres im Nordosten, Saint-Soupplets im Osten, Montgé-en-Goële und Vinantes im Südosten, Juilly im Süden, Thieux im Südwesten, Villeneuve-sous-Dammartin im Westen sowie Longperrier und Othis im Nordwesten.

## Bevölkerungsentwicklung
| Jahr      | 1962 | 1968 | 1975 | 1982 | 1990 | 1999 | 2006 | 2011 |
| Einwohner | 1073 | 1090 | 2021 | 2375 | 2959 | 3445 | 3625 | 3816 |

## Sehenswürdigkeiten
- Kirche Saint-Médard, ursprünglich im 13. Jahrhundert erbaut, Umbauten im 19. Jahrhundert

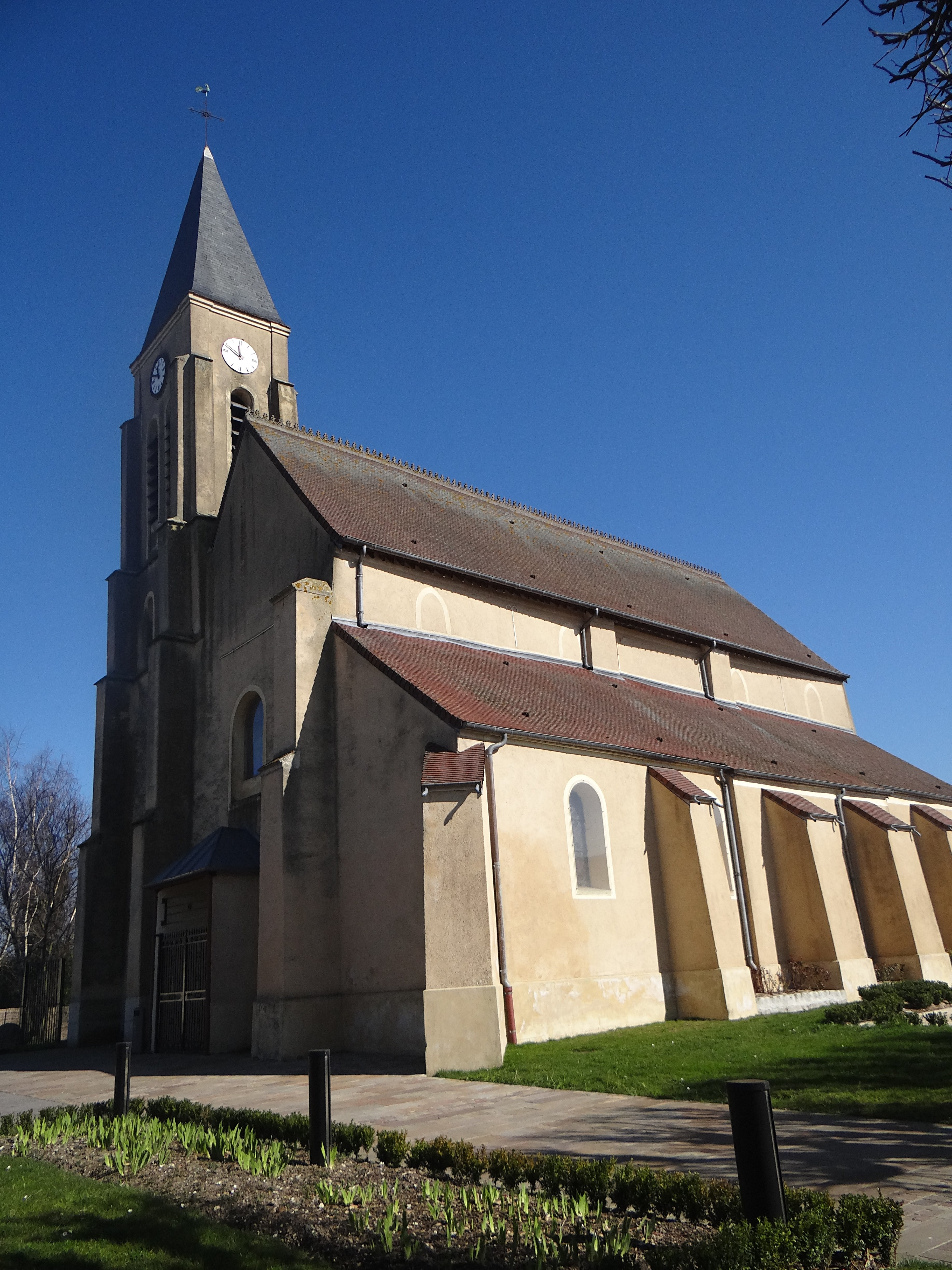
Kirche Saint-Médard